# Придорожное (Костанайская область)
Придорожное (каз. Придорожный) — село в Фёдоровском районе Костанайской области Казахстана. Административный центр Воронежского сельского округа. Расположено у автодороги М36, Е123, АН7 примерно в 27 км к юго-востоку от районного центра, села Фёдоровка. Код КАТО — 396839100.

## Население
В 1999 году население села составляло 737 человек (350 мужчин и 387 женщин). По данным переписи 2009 года, в селе проживало 709 человек (352 мужчины и 357 женщин). По данным переписи 2021 года, в селе проживал 581 человек (296 мужчин и 285 женщин).